# I Fantastici Quattro (serie animata 2006)
I Fantastici Quattro (Fantastic Four: World's Greatest Heroes) è una serie a cartoni animati prodotta dalla MoonScoop Group e da Marvel Enterprises in collaborazione con M6 e Cartoon Network è trasmessa in tutto il mondo sempre sulla stessa rete il 2 settembre 2006, mentre in Italia è trasmessa prima su Cartoon Network e poi su Italia 1 entrambi nel 2007. La serie è tratta dal fumetto della Marvel Comics dedicato ai Fantastici Quattro. La serie può contare sulla partecipazione di numerose guest-star dell'universo Marvel Comics tra i quali vale la pena citare She-Hulk, Iron Man, Hulk, Namor, e Ant-Man.
La serie è stata cancellata nel 2007, ma negli USA, a causa della sua irregolare trasmissione e programmazione da parte del locale Cartoon Network, si è conclusa in ritardo nel 2010.

## Personaggi

### Principali
- Reed Richards alias Mister Fantastic: è il più brillante del gruppo e leader dei Fantastici Quattro, le sue idee brillanti salvano sempre la sua squadra dalle varie minacce del malvagio Dottor Destino e di qualsiasi altri nemici, viene denominato ironicamente cervellone da Johnny e Ben.
- Ben Grimm alias la Cosa: è il migliore amico di Reed, ed ormai abituato al suo aspetto e all'impressione suscitata da esso, Ben è sempre in contrasto con Johnny, anche se in più occasioni dimostra di tenere al ragazzo, ha una compagna chiamata Alicia.
- Susan Sue Storm alias la Donna Invisibile: è molto aperta al mondo esterno e sembra l'unica che voglia comunque continuare a vivere una vita normale trattando con rispetto i personaggi che incontra o alla gente normale, e molto spesso rimprovera Johnny per le sue bravate, ed è la moglie di Reed.
- Johnny Storm alias la Torcia Umana: è il fratello di Susan e lo scalmanato del gruppo, molto vanitoso e sempre pronto a far danni, sembra essere l'unico che usa i suoi poteri anche per apparire in pubblico, fa molti scherzi a Ben e solitamente le loro discussioni finiscono in risse. È doppiato in originale da Christopher Jacot mentre in italiano da Stefano Brusa
- Alicia Masters: compagna di Ben, è cieca ma dotata comunque di un gran cuore; suo padre (il Burattinaio) ha cercato più volte di distruggere i Fantastici quattro, ed è proprio da lui che Alicia ha ereditato il talento di scultore. È doppiata da Marina Thovez nella versione italiana della serie.
- H.E.R.B.I.E. (Humanoid Experimental Robot, B-type, Integrated Electronics): è il computer del laboratorio di Reed Richards, sembra avere un'intelligenza quasi umana e talvolta dà l'impressione di provare sentimenti veri verso i Fantastici Quattro. Nella versione italiana a prestargli la voce è Luca Ghignone.
- Courthney Bonner-Davis: proprietaria della Baxter Building. Odia i Fantastici 4 e spesso minaccia di sfrattarli dal palazzo.

### Nemici
- Victor von Doom/Dottor Destino
- Lucia von Bardas
- Ronan l'accusatore
- Kl'rt/Super-Skrull
- Annihilus
- Uomo Impossibile
- Gran Maestro
- Uomo Talpa
- Burattinaio
- Intelligenza Suprema
- Kree
- Skrull
- Wizard
- Klaw
- Attuma
- Trapster
- Dragon Man
- Diablo
- Terminus
- Talpoidi
- Doombots (Guardie Robot)
- Energivori
- Giganto
- Agente Pratt

### Guest-Star
- Hulk
- Ant-Man
- Ant-Man II
- Namor
- Peter Parker[2].
- Iron Man
- She-Hulk
- Flatman
- Texas Twister
- Frog-Man
- Capitan Ultra
- Squirrel Girl
- Bruiser

## Doppiaggio
| Personaggio                  | Doppiatore originale                       | Doppiatore italiano |
| ---------------------------- | ------------------------------------------ | ------------------- |
| Reed Richards/Mr. Fantastic  | Hiro Kanagawa                              | Gianluca Iacono     |
| Ben Grimm/Cosa               | Brian Dobson                               | Michele Di Mauro    |
| Susan Storm/Donna Invisibile | Lara Gilchrist                             | Anna Lana           |
| Johnny Storm/Torcia Umana    | Christopher Jacot                          | Stefano Brusa       |
| H.E.R.B.I.E.                 | Sam Vincent                                | Luca Ghignone       |
| Alicia Masters               | Sunita Prasad                              | Marina Thovez       |
| Dottor Destino               | Paul Dobson                                | Claudio Moneta      |
| Ronan l'accusatore           | Brian Dobson                               | Mario Zucca         |
| Super-Skrull                 | Mark Oliver                                | ?                   |
| Uomo Talpa                   | Paul Dobson                                | Mario Zucca         |
| Annihilus                    | Scott McNeil                               | Oliviero Corbetta   |
| Uomo Impossibile             | Terry Klassen                              | Davide Garbolino    |
| Namor                        | Michael Adamthwaite                        | Oliviero Corbetta   |
| Wizard                       | Jonathan Holmes                            | ?                   |
| Trapster                     | Sam Vincent                                | ?                   |
| Klaw                         | ?                                          | Oliviero Corbetta   |
| Bruce Banner/Hulk (ep. 8)    | Mark Gibbon (Hulk) Andrew Kavadas (Banner) | Mario Zucca         |
| Diablo                       |                                            | ?                   |
| Agente Pratt (ep. 8)         | Brian Drummond                             | Riccardo Lombardo   |
| Lucia von Bardas             | Venus Terzo                                | ?                   |
| Tony Stark/Iron Man          | David Kaye                                 | Riccardo Lombardo   |
| Attuma                       | Mark Acheson                               | ?                   |
| Courtney                     | Laura Drummond                             | Caterina Rochira    |
| Gran Maestro (ep. 24)        | French Tickner                             |                     |
| Rupert (ep. 14)              | Peter New                                  | Luca Bottale        |
| Ricky Carter (ep. 9)         |                                            | Patrizia Mottola    |

## Episodi
| nº | Titolo originale                    | Titolo italiano          | Prima TV USA      | Prima TV Italia |
| -- | ----------------------------------- | ------------------------ | ----------------- | --------------- |
| 1  | Doomsday                            | Il giorno del destino    | 16 settembre 2006 | 11 giugno 2007  |
| 2  | Molehattan                          | Subterranea              | 4 settembre 2009  |                 |
| 3  | Trial by Fire                       | Testa calda              | 2 settembre 2006  |                 |
| 4  | Doomed                              | Giù la maschera          | 9 settembre 2006  |                 |
| 5  | Puppet Master                       | Il Burattinaio           | 16 giugno 2007    |                 |
| 6  | Zoned Out                           | Energivori               | 28 ottobre 2006   |                 |
| 7  | Hard Knocks                         | Botte da orbi            | 23 settembre 2006 |                 |
| 8  | My Neighbor Was a Skrull            | Vicini alieni            | 30 settembre 2006 |                 |
| 9  | World's Tiniest Heroes              | Eroi ristretti           | 21 ottobre 2006   |                 |
| 10 | De-Mole-Ition                       | Demolizioni              | 4 novembre 2006   |                 |
| 11 | Impossible                          | L'Uomo Impossibile       | 23 giugno 2007    |                 |
| 12 | Bait & Switch                       | Scambio di poteri        | 30 giugno 2007    |                 |
| 13 | Annihilation                        | L'annientatore           | 14 luglio 2007    |                 |
| 14 | Revenge of the Skrulls              | La vendetta degli Skrull | 11 agosto 2007    |                 |
| 15 | Strings                             | Controllo mentale        | 25 agosto 2007    |                 |
| 16 | Imperius Rex                        | Atlantide                | 9 giugno 2007     |                 |
| 17 | Doomsday Plus One                   | Il giorno del giudizio   | 27 aprile 2007    |                 |
| 18 | The Cure                            | Perdita di memoria       | 9 giugno 2007     |                 |
| 19 | Frightful                           | I Terribili Quattro      | 18 agosto 2007    |                 |
| 20 | Out of Time                         | Fuori dal tempo          | 15 settembre 2007 |                 |
| 21 | Atlantis Attacks!                   | Paura dell'acqua         | 1º settembre 2007 |                 |
| 22 | Shell Games                         | Dentro il guscio         | 6 ottobre 2007    |                 |
| 23 | Johnny Storm and the Potion of Fire | Diablo l'Alchimista      | 13 ottobre 2007   |                 |
| 24 | Contest of Champions                | Il torneo dei campioni   | 20 ottobre 2007   |                 |
| 25 | Doom's Word Is Law                  | Amici per la corazza     | 24 febbraio 2010  |                 |
| 26 | Scavenger Hunt                      | Alieno a sorpresa        | 25 febbraio 2010  |                 |